# Bangassou
Bangassou je město ve Středoafrické republice. Leží 730 km východně od Bangui na pravém břehu řeky Mbomou, která tvoří státní hranici mezi Středoafrickou republikou a Konžskou demokratickou republikou. Město má přibližně 31 tisíc obyvatel a je správním centrem prefektury Mbomou. Město je pojmenováno podle Bangassoua, sultána domorodých Nzakarů, který uzavřel v roce 1894 smlouvu s Francouzi.
V okolí města se těží diamanty a pěstuje se palma olejná a kakaovník pravý. Turistickou atrakcí jsou vodopády nedaleko Kembé.
Bangassou je od roku 1964 sídlem římskokatolické diecéze, která patří k církevní provincii Bangui. Zdejší katedrála je zasvěcena svatému Petru Claverovi.
Nedaleko města na břehu řeky Mbari bylo vybudováno letiště. 

## Historie
Při Francouzské nadvládě zde Francouzi vybudovali vojenskou základnu.

### Občanská válka
O město se za občanské války opakovaně bojovalo, v roce 2013 je dobyla Séléka. V lednu 2021 Bangassou ovládli povstalci z Koalice vlastenců pro změnu. V důsledku bojů většina obyvatel opustila město a uchýlila se do uprchlických táborů v Kongu.

### Podnebí
| Bangassou – podnebí         | Bangassou – podnebí | Bangassou – podnebí | Bangassou – podnebí | Bangassou – podnebí | Bangassou – podnebí | Bangassou – podnebí | Bangassou – podnebí | Bangassou – podnebí | Bangassou – podnebí | Bangassou – podnebí | Bangassou – podnebí | Bangassou – podnebí | Bangassou – podnebí |
| Období                      | leden               | únor                | březen              | duben               | květen              | červen              | červenec            | srpen               | září                | říjen               | listopad            | prosinec            | rok                 |
| --------------------------- | ------------------- | ------------------- | ------------------- | ------------------- | ------------------- | ------------------- | ------------------- | ------------------- | ------------------- | ------------------- | ------------------- | ------------------- | ------------------- |
| Průměrné denní maximum [°C] | 34                  | 35                  | 34                  | 33                  | 33                  | 32                  | 31                  | 31                  | 32                  | 32                  | 33                  | 33                  | 33                  |
| Průměrné denní minimum [°C] | 18                  | 19                  | 20                  | 21                  | 21                  | 21                  | 20                  | 19                  | 19                  | 20                  | 19                  | 18                  | 20                  |
| Průměrné srážky [mm]        | 23                  | 43                  | 120                 | 140                 | 230                 | 180                 | 180                 | 210                 | 190                 | 260                 | 97                  | 38                  | 1 711               |
| Zdroj: Weatherbase          |                     |                     |                     |                     |                     |                     |                     |                     |                     |                     |                     |                     |                     |